# Liv som gräs
Liv som gräs är en diktsamling av Artur Lundkvist, utgiven 1954.
Boken, vars titel anspelar på Walt Whitmans Leaves of Grass, skrevs när Lundkvist vårdades för gulsot som han drabbats av under en resa till Sicilien. "Diktsamlingen har för mig fortfarande en egenartad stämning av konvalescens, av lyckosamt återvändande till livet" skrev han senare i sin självbiografi.
Gräset i titeldikten är en symbol för det outtröttligt växande, vandrande och arbetande livet: 
| ” | Gräset arbetar outtröttligt och tvekar aldrig, det spränger sig väg eller klättrar över och på alla hot svarar det med att växa. | „ |

Samlingen, som även innehåller dikter som Skatan, mitt blåsiga lynnes fågel... och Tvinga mig inte att förneka vad jag sett som sanning i drömmen..., betraktas som en höjdpunkt i Lundkvists lyriska författarskap.

## Artur Lundkvists grav

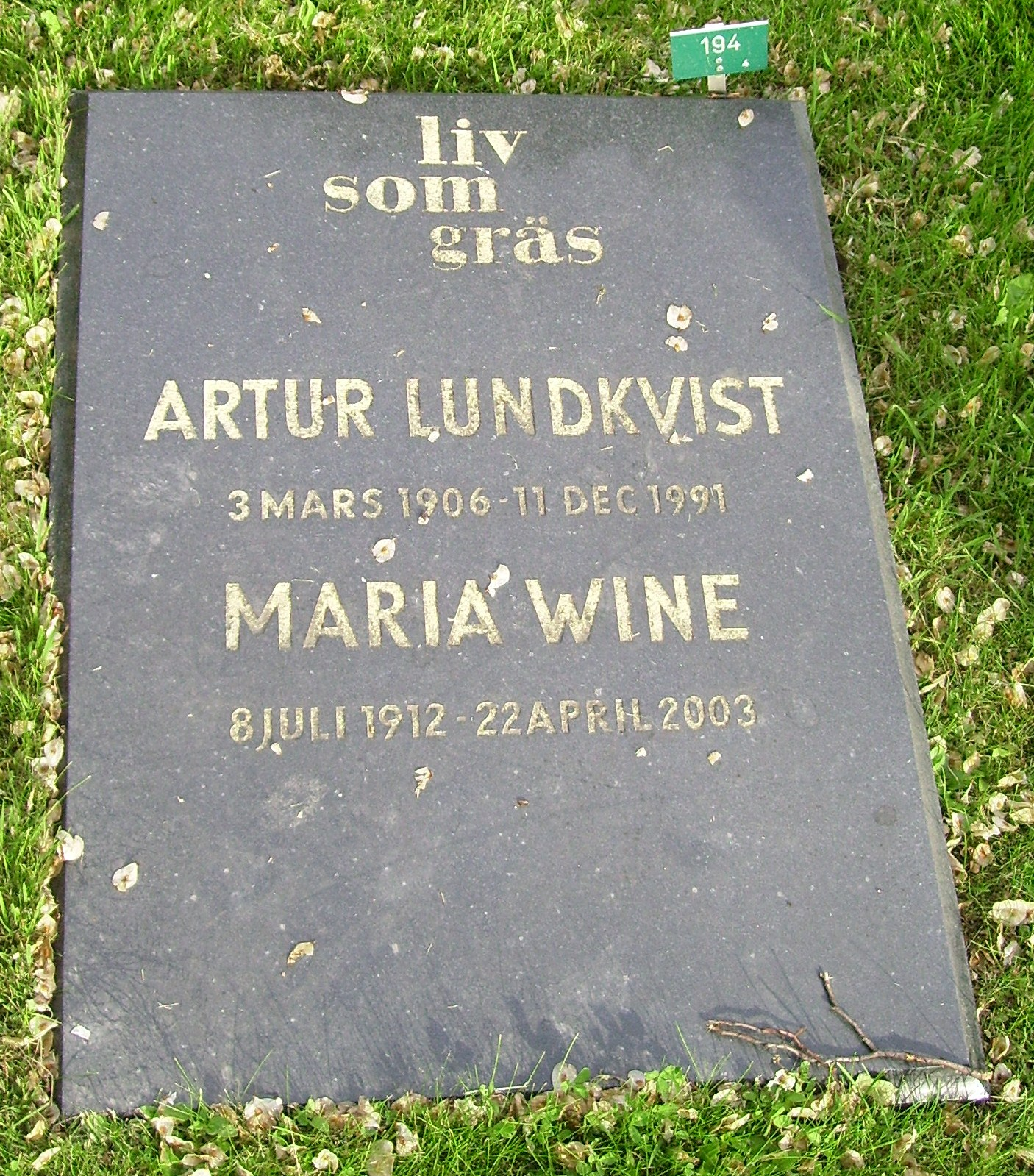
Artur Lundkvists grav i Solna.

Orden Liv som gräs finns ingraverade på Artur Lundkvists gravsten.